# Naouchki
Naouchki (en russe : Наушки) est une commune urbaine de la république de Bouriatie, en Russie. Sa population s'élevait à 2 852 habitants en 2019.

## Géographie
Naouchki se trouve dans le sud de la Sibérie, sur la rive droite de la Selenga, qui se jette plus au nord dans le lac Baïkal et forme de nombreux bras. Située à la frontière avec la Mongolie, Nouchki possède la dernière gare ferroviaire russe du Transmongol, avant Sükhbaatar, en Mongolie. Elle est située à 192 km au sud-ouest d'Oulan-Oude, à 252 km au sud-est d'Irkoutsk, à 1 069 km au sud-est de Krasnoïarsk et à 4 429 km à l'est de Moscou.

## Histoire
A l'emplacement de l'actuelle Naouchki, il y a au XVIIIe siècle le poste frontière d'Ouchinski sur l'ancienne limite entre l'Empire russe et l'Empire chinois, fixée par le traité de Kiakhta en 1727. À la fin des années 1930, est construite une voie ferrée entre Oulan-Oude et le Transsibérien et la République populaire mongole. La voie ferrée atteint Naouchki vers 1939-1940 et la capitale mongole Oulan-Bator en 1949. La ligne est ensuite prolongée vers la République populaire de Chine. Un village se développe autour de la gare. Il est d'abord rattaché à Oust-Kiakhta, mais s'en sépare le 14 août 1952. Il accède au statut de commune urbaine le 4 octobre 1954. Naouchki fait partie du raïon Kiakhtski.

## Population
Recensements (*) ou estimations de la population
| 1959* | 1970* | 1979* | 1989* | 2002* | 2010* | 2012  |
| ----- | ----- | ----- | ----- | ----- | ----- | ----- |
| 3 230 | 2 978 | 3 739 | 4 167 | 3 575 | 3 409 | 3 304 |

| 2013  | 2014  | 2015  | 2016  | 2017  | 2018  | 2019  |
| ----- | ----- | ----- | ----- | ----- | ----- | ----- |
| 3 218 | 3 108 | 3 028 | 2 973 | 2 944 | 2 886 | 2 852 |